# Scopula nachtigali
Scopula nachtigali là một loài bướm đêm trong họ Geometridae.